# LKT Team Brandenburg/Saison 2015
Dieser Artikel listet Erfolge und Fahrer des Radsportteams LKT Team Brandenburg in der Saison 2015 auf.

## Erfolge in der UCI Europe Tour
| Datum     | Rennen                         | Kat. | Fahrer         |
| --------- | ------------------------------ | ---- | -------------- |
| 15. April | 1. Etappe Tour du Loir-et-Cher | 2.2  | Willi Willwohl |

## Zugänge – Abgänge
| Zugänge        | Team 2014   | Abgänge           | Team 2015         |
| -------------- | ----------- | ----------------- | ----------------- |
| Martin Reimer  | MTN Qhubeka | Tobias Knaup      | Team Kuota-Lotto  |
| Marcel Franz   | Neoprofi    | Sebastian Deckert | Unbekannt         |
| Jasper Frahm   | Neoprofi    | Jonas Koch        | rad-net Rose Team |
| Christian Koch | Neoprofi    | Stefan Schäfer    | Unbekannt         |
| Louis Rohde    | Neoprofi    | Julian Schulze    | Team Stuttgart    |
|                |             | Robert Bartko     | Karriereende      |

## Mannschaft
| Name           | Geburtstag         | Nationalität |
| -------------- | ------------------ | ------------ |
| Leon Berger    | 23. Mai 1995       | Deutschland  |
| Jasper Frahm   | 7. März 1996       | Deutschland  |
| Marcel Franz   | 20. Februar 1996   | Deutschland  |
| Robert Kessler | 30. Oktober 1995   | Deutschland  |
| Christian Koch | 29. Oktober 1996   | Deutschland  |
| Martin Reimer  | 14. Juni 1987      | Deutschland  |
| Tim Reske      | 4. April 1994      | Deutschland  |
| Leon Rohde     | 10. Mai 1995       | Deutschland  |
| Louis Rohde    | 2. Oktober 1996    | Deutschland  |
| Franz Schiewer | 15. November 1990  | Deutschland  |
| Carl Soballa   | 19. September 1994 | Deutschland  |
| Willi Willwohl | 31. August 1994    | Deutschland  |